# Sierra de San Donato
Beriain es una cima de la Comunidad Foral de Navarra (España), situada en la parte norte de la Sierra de Andía, cerca de las localidades de Huarte-Araquil. 
Tiene una ermita dedicada a dicho santo y a San Cayetano que hay en su cumbre más importante, la de Beriáin (1493 m s. n. m.).
Tiene una prominencia, cercana a los 900 m., la mayor de Navarra y el pliegue que lo forma es un sinclinal colgado.
Su pico rocoso es conocido por parecerse a la cabeza de un simio cuando es observado desde la comarca de La Barranca.

## Geografía física

### Situación
Está situada en la parte norte de la Sierra de Andía, entre los términos municipales de Huarte-Araquil, Araquil (Arruazu) e Irañeta  por su vertiente Norte, y el de Ergoyena (Unanua y Torrano) por su vertiente Sur.

### Relieve
Tiene una prominencia de 899 m., la mayor de Navarra y la 43.º de la península ibérica. Beríain o San Donato (por encontrarse en su ladera la Ermita de los Santos Donato y Cayetano) con 1493 m s. n. m. es su principal cumbre, se localiza aproximadamente en el centro de la sierra y ocupa el puesto 65.º como cumbre más elevada de la comunidad. La segunda cumbre de la sierra es la de Iyurbáin con 1416 m s. n. m. y se localiza en el extremo más occidental. 
El relieve de la sierra es el típico karst donde se han formado múltiples simas, dolinas y lapiaces  en su superficie mientras que su interior ha sido modelado por las aguas subterráneas formado cuevas y pozos.

### Geología
La sierra es un buen ejemplo de relieve invertido al estar formada por un sinclinal colgado (parte cóncava de un pliegue de la corteza terrestre) los cuales se encuentran más elevados que el anticlinal (parte convexa) que en este caso se situaría en el valle de Ergoyena y está modelada sobre calizas del Luteciense (Eoceno Medio). 
El efecto de la erosión sobre los extremos del sinclinal ha dado lugar a  que queden al descubierto calizas del Paleoceno Inferior, margas y calizas arcillosas del Paleoceno Superior y Eoceno Inferior, y calizas del Eoceno Medio en dos frentes.

## Rutas de ascenso
Existe las siguientes rutas para el ascenso de la cumbre más elevada de la Sierra de San Donato, la de Beriáin.
- Puerto de Lizarraga (4 horas).
- Huarte-Araquil (2 horas).
- Goñi (3 horas y 30 minutos).
- Unanua (1 hora y 30 minutos).
- Senosiáin (2 horas y 30 minutos).
- Torrano (1 hora y 30 minutos) .

## Lugares de interés

### Ermita de San Donato y San Cayetano
Situada en esta sierra, sobre el alto de Beriáin, es la ermita situada a mayor altitud de Navarra (1494 m s. n. m.). De ella hay constancia en una reseña del obispo visitador en agosto de 1797 en que mandó hacer nuevas todas las ermitas de Huarte-Araquil excepto la de San Donato. Fue restaurada en 1906 aunque en 1952 presentaba un estado ruinoso y los de Huarte-Araquil habían dejado de acudir a ella, aunque seguían haciéndolo los de otras localidades como Arbizu y Ergoyena. En 1958 tras ser reconstruida fue inaugurada.
Recientemente ha sido restaurada de nuevo y cuenta con un refugio para montañeros.